# Kimberley Joseph
Kimberley Joseph, née le 30 août 1973 à Vancouver (Canada) est une actrice canado-australienne.
Elle est surtout connue pour avoir incarné Cindy Chandler dans le feuilleton télévisé Lost : Les Disparus.

## Filmographie

### Cinéma

#### Courts-métrages
- 2005 : Fight Night de Luke Rivett : Tracey
- 2016 : Fickle Bickle de Stephen Ward : Jenny Bickle

#### Longs métrages
- 2022 : Mistletoe Ranch de Rhiannon Bannenberg : Sienna Hunt
- 2023 : Mistletoe Moments de Jo-Anne Brechin : Mallory

### Télévision

#### Téléfilms
- 2004 : Go Big de Tony Tilse : Sophie Duvet

#### Séries télévisées
- 1993 : Time Trax : la fille en bikini (saison 1, épisode 11)
- 1994 : Paradise Beach : Cassandra « Cassie » Barsby (137 épisodes)
- 1995-1996 : Summer Bay : Joanne Brennan (saison 1, 21 épisodes)
- 1997 : Flipper : Vicky Hampton (saison 2, épisode 9)
- 1997-1999 : Hercule : Nemesis (saison 4, épisode 6 et saison 6, épisode 8)
- 1998-2000 : Les Aventures des mers du Sud (Tales of the South Seas) : Clare Devon (mini-série, saison 1, 22 épisodes)
- 1999 : Brigade des mers (Water Rats) : Mary Worth (saison 4, épisode 23)
- 2000 : Fréquence Crime (Murder Call) : Andrea Thatcher (saison 3, épisode 16)
- 2001-2003 : Amours et petits bonheurs (Cold Feet) : Jo Ellison (saisons 4 et 5, 13 épisodes)
- 2004 : All Saints : Grace Connelly (saison 7, 7 épisodes)
- 2004-2010 : Lost : Les Disparus : Cindy Chandler (13 épisodes)
- 2021 : La Brea : le capitaine Katherine Souza (saison 1, épisode 1)
- 2022 : Darby and Joan : Ruth (saison 1, épisode 5)
- 2022-2024 : Rock Island Mysteries : Emily Young (saisons 1 à 3, 34 épisodes)

## Photographie
Kimberley Joseph a été impliquée dans des projets d'Aid International mettant en évidence les effets des essais nucléaires soviétiques à Semey , au Kazakhstan. En 2003, elle a visité la région avec l'eurodéputé écossais Struan Stevenson , où elle a photographié des victimes d'empoisonnement par les radiations. Les photographies ont été affichées dans le bâtiment du Parlement écossais en 2004 et publiées dans le livre de Stevenson Crying Forever en 2006. Elle est retournée dans la région avec Stevenson en juillet 2008 et a développé un film documentaire pour attirer l'attention internationale sur la région. Le film, intitulé When the Dust Settles, est sorti le 12 novembre 2009 au cinéma Birch Carroll & Coyle à Southport, Queensland.